# 京都府特別支援学校一覧
京都府特別支援学校一覧（きょうとふとくべつしえんがっこういちらん）は、京都府の特別支援学校の一覧。

## 国立特別支援学校
- 京都教育大学附属特別支援学校

## 特別支援学校（知的障害、肢体不自由、病弱教育）

### 京都市
- 京都市立東総合支援学校
- 京都市立白河総合支援学校
- 京都市立東山総合支援学校
- 京都市立北総合支援学校
- 京都市立西総合支援学校
- 京都市立呉竹総合支援学校
- 京都市立鳴滝総合支援学校
- 京都市立桃陽総合支援学校
  - 京都市立桃陽総合支援学校国立病院分教室
  - 京都市立桃陽総合支援学校京大病院分教室

### 福知山市
- 京都府立中丹支援学校

### 舞鶴市
- 京都府立舞鶴支援学校
  - 京都府立舞鶴支援学校行永分校
  - 京都府立舞鶴支援学校北吸分校

### 宇治市
- 京都府立宇治支援学校

### 城陽市
- 京都府立城陽支援学校

### 長岡京市
- 京都府立向日が丘支援学校

### 八幡市
- 京都府立八幡支援学校

### 南丹市
- 京都府立丹波支援学校
  - 京都府立丹波支援学校亀岡分校（亀岡市）

### 精華町
- 京都府立南山城支援学校

### 与謝野町
- 京都府立与謝の海支援学校

### 井手町
- 京都府立井手やまぶき支援学校

## 特別支援学校（視覚障害）

### 京都市
- 京都府立盲学校
  - 京都府立盲・聾学校舞鶴分校（舞鶴市）

## 特別支援学校（聴覚障害）

### 京都市
- 京都府立聾学校
  - 京都府立盲・聾学校舞鶴分校（舞鶴市）

## 廃校
- 京都府立桃山養護学校（京都市） - 2011年閉校
- 聖マリア養護学校（京都市） - 2004年閉校

## リンク
- 京都府教育委員会